# Supercoppa italiana 2002
La Supercoppa italiana 2002, denominata Supercoppa TIM per ragioni di sponsorizzazione, è stata la 15ª edizione della competizione disputata il 25 agosto 2002 allo stadio 11 giugno di Tripoli. La sfida è stata disputata tra la Juventus, vincitrice della Serie A 2001-2002, e il Parma, detentore della Coppa Italia 2001-2002.

## Partecipanti
| Squadre  | Qualificazione                         | Partecipazioni precedenti (il grassetto indica la vittoria) |
| -------- | -------------------------------------- | ----------------------------------------------------------- |
| Juventus | Vincitore della Serie A 2001-2002      | 4 (1990, 1995, 1997, 1998)                                  |
| Parma    | Vincitore della Coppa Italia 2001-2002 | 3 (1992, 1995, 1999)                                        |

## Tabellino
| Arbitro: | Farina (Novi Ligure) |

|                    |           |             |
| Del Piero 38’, 73’ | Marcatori | 64’ Di Vaio |

| Juventus | Parma |

| Juventus        |    |                          |             |     |
|                 |    |                          |             |     |
| POR             | 1  | Gianluigi Buffon         |             |     |
| TD              | 21 | Lilian Thuram            |             |     |
| DC              | 13 | Mark Iuliano             | Ammonizione |     |
| DC              | 4  | Paolo Montero            |             |     |
| TS              | 24 | Emiliano Moretti         |             | 69’ |
| CLD             | 16 | Mauro Camoranesi         | Ammonizione | 46’ |
| CEN             | 3  | Alessio Tacchinardi      |             |     |
| CEN             | 20 | Davide Baiocco           |             |     |
| CLS             | 11 | Pavel Nedvěd             |             |     |
| ATT             | 9  | Marcelo Salas            |             | 72’ |
| ATT             | 10 | Alessandro Del Piero (c) |             |     |
| A disposizione: |    |                          |             |     |
| POR             | 12 | Antonio Chimenti         |             |     |
| TER             | 15 | Alessandro Birindelli    |             | 69’ |
| DC              | 2  | Ciro Ferrara             |             |     |
| DC              | 6  | Salvatore Fresi          |             |     |
| TER             | 14 | Cristiano Zenoni         |             |     |
| CEN             | 27 | Matteo Brighi            |             | 46’ |
| ATT             | 25 | Marcelo Zalayeta         |             | 72’ |
| Allenatore:     |    |                          |             |     |
| Marcello Lippi  |    |                          |             |     |

| Parma            |    |                     |             |     |
|                  |    |                     |             |     |
| POR              | 1  | Sébastien Frey      |             |     |
| TD               | 2  | Aimo Diana          | Ammonizione |     |
| DC               | 21 | Matteo Ferrari      |             |     |
| DC               | 5  | Daniele Bonera      | Ammonizione |     |
| TS               | 3  | Gianluca Falsini    |             |     |
| CLD              | 7  | Marco Marchionni    |             |     |
| CLS              | 8  | Sabri Lamouchi      |             |     |
| CEN              | 29 | Massimo Donati      |             | 62’ |
| CEN              | 10 | Hidetoshi Nakata    |             |     |
| ATT              | 20 | Marco Di Vaio (c)   |             |     |
| ATT              | 9  | Adriano             |             | 46’ |
| A disposizione:  |    |                     |             |     |
| POR              | 22 | Cláudio Taffarel    |             |     |
| DC               | 28 | Paolo Cannavaro     |             |     |
| TER              | 16 | Júnior              |             |     |
| DC               | 24 | Sebastiano Siviglia |             |     |
| CEN              | 6  | Simone Barone       |             | 62’ |
| CEN              |    | Matuzalém           |             |     |
| ATT              | 11 | Emiliano Bonazzoli  |             | 46’ |
| Allenatore:      |    |                     |             |     |
| Cesare Prandelli |    |                     |             |     |